# Enoplometopus antillensis
Enoplometopus antillensis е вид ракообразно от семейство Enoplometopidae.

## Разпространение
Видът е разпространен в Американски Вирджински острови, Ангуила, Антигуа и Барбуда, Аруба, Асенсион и Тристан да Куня, Барбадос, Бахамски острови, Белиз, Бенин, Бермудски острови, Бонер, Бразилия, Британски Вирджински острови, Габон, Гана, Гваделупа, Гватемала, Гвиана, Гренада, Доминика, Доминиканска република, Екваториална Гвинея, Испания (Канарски острови), Кабо Верде, Кайманови острови, Камерун, Колумбия, Република Конго, Коста Рика, Кот д'Ивоар, Куба, Кюрасао, Либерия, Мартиника, Мексико (Веракрус, Кампече, Кинтана Ро, Табаско, Тамаулипас и Юкатан), Монсерат, Нигерия, Никарагуа, Остров Света Елена, Панама, Португалия (Мадейра), Пуерто Рико, Саба, Салвадор, САЩ (Алабама, Луизиана, Мисисипи, Тексас и Флорида), Свети Мартин, Сейнт Винсент и Гренадини, Сейнт Китс и Невис, Сейнт Лусия, Сен Бартелми, Сен Естатиус, Синт Мартен, Суринам, Того, Тринидад и Тобаго, Търкс и Кайкос, Френска Гвиана, Хаити, Хондурас и Ямайка.